# Christophe Saioni
Christophe Saioni est un skieur alpin français, né le 1er février 1969 à Nice. Il compte un podium en Coupe du monde et deux participations aux Jeux olympiques d'hiver.

## Biographie

### Vie privée
Il a été le mari de la skieuse alpine Christel Pascal.
En 2020, il épouse la skieuse slovène Maruša Ferk

## Palmarès

### Jeux olympiques d'hiver
Christophe Saioni participe aux Jeux de Nagano en 1998 et ceux de Salt Lake City en 2002. Il y dispute deux courses, et obtient une 13e place dans le slalom géant de Nagano.
| Épreuve / Édition | Nagano 1998 | Salt Lake City 2002 |
| ----------------- | ----------- | ------------------- |
| Super-G           | -           | 20e                 |
| Slalom géant      | 13e         | -                   |

### Championnats du monde
Christophe Saioni participe à quatre éditions des championnats du monde de ski alpin entre 1996 et 2001. Il y dispute cinq courses et obtient son meilleur résultat dans le super-G de Sankt Anton am Arlberg en 2001 avec une 12e place.
| Épreuve / Édition | Sierra Nevada 1996 | Sestrières 1997 | Vail/Beaver Creek 1999 | Sankt Anton 2001 |
| ----------------- | ------------------ | --------------- | ---------------------- | ---------------- |
| Descente          | -                  | -               | -                      | 18e              |
| Super-G           | -                  | -               | -                      | 12e              |
| Slalom géant      | Abandon            | Abandon         | 13e                    | -                |

### Coupe du monde
Au total, Christophe Saioni participe à 89 courses en Coupe du monde et compte un podium,.

#### Différents classements en Coupe du monde
| Saison / Épreuve | Saison / Épreuve | Général | Général | Descente | Descente | Super-G | Super-G | Slalom géant | Slalom géant |
| ---------------- | ---------------- | ------- | ------- | -------- | -------- | ------- | ------- | ------------ | ------------ |
| Saison / Épreuve | Saison / Épreuve | Class.  | Points  | Class.   | Points   | Class.  | Points  | Class.       | Points       |
| 1995             | 1995             | 90e     | 34      | -        | -        | -       | -       | 29e          | 34           |
| 1996             | 1996             | 27e     | 276     | -        | -        | -       | -       | 8e           | 276          |
| 1997             | 1997             | 90e     | 35      | -        | -        | -       | -       | 30e          | 35           |
| 1998             | 1998             | 73e     | 65      | -        | -        | -       | -       | 26e          | 35           |
| 1999             | 1999             | 72e     | 59      | -        | -        | 33e     | 24      | 32e          | 35           |
| 2000             | 2000             | 50e     | 153     | -        | -        | 20e     | 77      | 25e          | 76           |
| 2001             | 2001             | 72e     | 65      | 57e      | 4        | 28e     | 36      | 40e          | 25           |
| 2002             | 2002             | 104e    | 33      | -        | -        | 32e     | 25      | 49e          | 8            |
| 2003             | 2003             | 126e    | 12      | -        | -        | -       | -       | 46e          | 12           |

#### Performances générales
| Résultat  | Descente | Super-G | Slalom géant | Total |
| --------- | -------- | ------- | ------------ | ----- |
| 1re place | -        | -       | -            | -     |
| 2e place  | -        | -       | -            | -     |
| 3e place  | -        | -       | 1            | 1     |
| Top 10    | -        | -       | 8            | 8     |
| Top 30    | 1        | 16      | 30           | 47    |
| Autres    | 4        | 11      | 27           | 42    |
| Départs   | 5        | 27      | 57           | 89    |

### Championnats de France
- Champion de France de Descente en 1999
- Double Champion de France de Super G en 1991 et 1999, Vice-Champion de France en 2000 et 2002
- Champion de France de Slalom Géant en 1996, 3ème en 1997